# Homeopatija
Homeopatija (grč. όμοιος, hómoios (isti) + πάθος, páthos (bol) metoda je alternativne medicine  kojoj je pravilo "Slično se liječi sličnim" (lat. Similia similibus curentur), a temelj joj je postavio njemački liječnik Samuel Hahnemann u 18. stoljeću. Hahnemannovo pravilo je ipse dixit aksiom, odnosno nikada dokazana pretpostavka na kojoj je utemeljio homeopatiju.
Znanstvena istraživanja nisu pokazala da su homeopatski pripravci učinkoviti, a pretpostavke na kojima se temelji njihovo navodno djelovanje su nevjerodostojne. Znanstvena zajednica smatra homeopatiju prijevarom i nadriliječništvom, a homeopatske pripravke neetičnima.
Homeopatski pripravak rabi se u vrlo razrijeđenim dozama. Niske koncentracije homeopatskih pripravaka, koje često ne sadrže niti jednu molekulu otopljene tvari, predstavljaju osnovni razlog za odbijanje homeopatije kao vjerodostojne metode. Kao odgovor na kritike znanstvenika, moderni zastupnici homeopatije tvrde da "voda ima memoriju", tj. da otopljene tvari ostavljaju "potpis" u vodi čak i kada više nisu fizički prisutne, što je u suprotnosti s brojnim fizikalnim i kemijskim zakonima. Općenito gledano, Hahnemannova teza da homeopatski pripravci bolje djeluju što su više razrijeđeni u potpunoj su suprotnosti s farmakološkim ispitivanjima koja ukazuju da veća koncentracija otopljene tvari mora imati veći učinak od manje koncentracije.

## Povijest
Model homeopatije postavio je njemački doktor Samuel Christian Friedrich Hahnemann (1755-1843). Hahnemann je razvio i objavio 1796. u knjizi Materia Medica svoje zaključke do kojih je došao prevodeći rad o malariji. Kada je pročitao da je kinin lijek za malariju zato što je gorak, zamislio se jer je poznavao i druge gorke supstance, koje nemaju terapeutsku vrijednost. Da bi bolje razumio djelovanje kinina, odlučio ga je isprobati na sebi i otkrio da razvija simptome slične malariji koju liječi. Tada je Hahnemann započeo eksperimentirati i s drugim dotada poznatim lijekovima po abecednom redu. Došao je otprilike do polovice i zatim postavio osnove homeopatije. 
James Tyler Kent (1849-1921) je nastavio njegov rad i objavio Materia Medica Pura 1905. listu 217 pripravaka koji se koriste i danas. J.T. Kent je bio na položaju profesora na Medicinskom koledžu u St. Louisu i posvetio svoj život proučavanju homeopatije. Napisao je oko 650 radova, opisavši oko 65000 simptoma.
Homeopatija je stigla u Ameriku 1825. g., a od 1865. do 1885. godine doživjela svoj vrhunac, da bi potom bila prihvaćena i u Engleskoj gdje je bila osobito popularna krajem 1. svjetskog rata. Kraljevska obitelj ima od tada vlastitog doktora homeopata. Kraljica Mary rabila je homeopatske pripravke, kao i kraljica Elizabeta II. danas, a osobito joj je privržen princ Charles koji je sugerirao da bude obuhvaćena zdravstvenim osiguranjem. Renesansu doživljava 1970. godine zahvaljujući Georgu Vithoulkasu. Osobito se raširila u Indiji zbog sličnosti s tradicionalnom biljnom medicinom. Europska zajednica je regulirala homeopatiju direktivom br. 2001/82/EC. Javno zdravstveno osiguranje u većini zemalja (npr. Njemačkoj i Švicarskoj) ne obuhvaća homeopatsku terapiju, ali moguće ju je obuhvatiti privatnim odnosno dopunskim osiguranjem.
Homeopatski pripravci su odavno predmet brojnih kliničkih ispitivanja. Pokusi su pokazali da u najboljem slučaju homeopatija ima učinak poput placeba, dok u najgorem slučaju može biti i štetna. Iako su neki pokušaji isprve ukazivala na pozitivne rezultate, sustavnim recenzijama utvrđeno je da se radilo o slučajnim rezultatima, pogreškama u mjerenju ili pristranosti ispitivača. Predloženi mehanizmi homeopatije, koji tvrde da tvari u vodi ostavljaju "potpis" čak i kada je voda razrijeđena toliko da u njoj nema ni jedne molekule "aktivne tvari", u sukobu su s temeljnim zakonima fizike. Iz tog razloga pacijenti koji odluče koristiti homeopatiju umjesto ispitanih medicinskih metoda riskiraju postavljanje točne i pravovremene dijagnoze i efektivan tretman potencijalno ozbiljnih stanja.

## Načela
- Simillimum (sličnost) - bolest se liječi pripravkom koji izaziva simptome jednake bolesti npr. ako bolest izaziva vrućicu prepisat će se preparat koji pojačava temperaturu što je različito od službene medicine.
- Dinamizacija (razrjeđivanje) - otopina se razrjeđuje destiliranom vodom ili alkoholom odnosno, ako je u pitanju kruta tvar, laktozom u procesu zvanom trituracija. Razrijeđenja se označavaju u omjeru 1:10 (D) ili 1:100 (C), a postoje još i veće 1:1000 (M). Omjer označava potenciju pripravka.
- Sukusija (miješanje) - razrijeđene otopine se miješaju velikim brzinama.
- Holizam (cjelovitost) - homeopati promatraju čovjeka kao cjelinu i bolest shvaćaju kao stanje neravnoteže. Pripravcima nastoje uspostaviti ponovo energetsku ravnotežu - homeostazu.

- Heringov zakon izlječenja-postavio je dr. Constantine Hering koji je poznavao dr. Samuela Hahnemanna te je nastavio i sistematizirao njegov rad:;
  - a) odozgor prema dolje
  - b) iznutra prema van
  - c) iz centra ka periferiji
  - d) od važnijih prema manje važnim organima ili sustavu
  - e) u obrnutom redoslijedu od njihovog nastanka (simptoma)

Homeopati smatraju da homeopatski pripravak (remedija) djeluje kao impuls koji stimulira samoiscjeljujuće snage organizma, potiče imunološki sustav i djeluje na mentalnim, emocionalnim i fizičkim razinama osobe. Zbog toga se često dešava da istu bolest različito liječe ovisno o karakteru pacijenta. 
Budući da se koristi principom sličnosti pri izboru pripravka, ponekad se pri liječenju simptomi prvo pogoršavaju, da bi tek nakon toga nastupilo poboljšanje. Homeopatski pripravci se češće koriste za liječenje kroničnih nego akutnih bolesti.
Oblici u kojima se homeopatski pripravci pojavljuju su tablete, masti, kapi, a najčešće granule.

## Nedostaci
Homeopatija zahtijeva duže vrijeme za postavljanju pravilne dijagnoze i odgovarajuće terapije jer ona mora odgovarati pacijentovoj osobnosti. U većini slučajeva liječenje homeopatskim pripravcima traje duže od liječenja službenom medicinom. Znanstveni dokazi o djelotvornosti homeopatskih postupaka ne postoje.

## Kritike
Najčešće kritike se upućuju homeopatiji da je pseudoznanost potakla od vitalizma i da nalikuje alkemiji, a da pacijenti potpadaju pod placebo efekt. Kritičari tvrde da je homeopatija nelogična jer iznimno male doze koje koristi ne mogu djelovati. Primjerice, jedna od uobičajenih koncentracija aktivne tvari iznosi 10-60 mol/dm3, što bi za oko 1056 (raspisano 100 000 000 000 000 000 000 000 000 000 000 000 000 000 000 000 000 000 000, ili riječima sto nonilijuna) puta bilo manje od uobičajene koncentracije, recimo, natrijevih iona u mineralnoj vodi.
Hahnemann je preporučao koncentraciju od 30C za većinu primjena, tj. razrjeđenje od 10030 = 1060. Pošto je Avogadrov broj samo 6.02 × 1023 čestica/mol, vjerojatnost prisutnosti ijedne molekule originalne supstance već u 15C razrjeđenju je vrlo mala, a izuzetno je nevjerojatno da bi ijedna molekula originalne otopine bila prisutna u 30C razrjeđenju.
Za bolje predočavanje ovih brojeva, kada bi koncentracija molekula od 15C bila prisutna u olimpijskom bazenu punom vode, da bismo bili sigurni da ćemo popiti samo jednu molekulu aktivne tvari, trebali bismo popiti 25 000 litara (ili 25 tona) vode. Drugi slikoviti primjer je da koncentracija od 12C odgovara koncentraciji manje od jednog grama soli (0.36 mL) u količini vode veličine Atlantskog oceana (3.55 × 1020 L). Za usporedbu, homeopatske doze se prodaju u bočicama od 10 mililitara, što znači da pacijent mora popiti 2 i pol milijuna bočica prije nego popije jednu molekulu aktivne tvari.
Tvrdnje homeopata, da voda, druga otapala i inertni nosači pamte svojstva tvari koja je u njima bila, nisu činjenično potkrijepljene, te su u izravnoj koliziji s temeljima moderne kemije i fizike. Kada bi tvari ostavljale svoj "potpis" otapalima, život ne bi mogao postojati. Baza života su vrlo složeni i osjetljivi sustavi biokemijskih reakcija u vodi, a kada bi voda poprimala svojstva svih tvari koje je ikada otapala, ti sustavi se nikada ne bi ni razvili.
Izvorni Hahnemannov pokus s kininom, koji je polazište cijele homeopatije, nije nikada ponovljen, pošto kinin ne izaziva opisane reakcije. Vjerojatno je da su uzrokovane Hahnemannovom alergijom na kinin.

## Vanjske poveznice
- http://www.homeopathyhome.com
- http://www.abchomeopathy.com
- http://www.homeopathic.org